# Аралтобинський сільський округ
Аралтоби́нський сільський округ (каз. Аралтөбе ауылдық округі, рос. Аралтобинский сельский округ) — адміністративна одиниця у складі Сиримського району Західноказахстанської області Казахстану. Адміністративний центр — село Аралтобе.
Населення — 866 осіб (2021; 1343 у 2009, 2146 у 1999, 2325 у 1989).
Станом на 1989 рік існувала Аралтобинська сільська рада (села Аралтобе, Кизилагаш).

## Склад
До складу округу входять такі населені пункти:
| Населений пункт | Старі назви | Населення, осіб (1989) | Населення, осіб (1999) | Населення, осіб (2009) | Населення, осіб (2021) |
| --------------- | ----------- | ---------------------- | ---------------------- | ---------------------- | ---------------------- |
| Аралтобе, село  | -           | 1787                   | 1641                   | 1037                   | 648                    |
| Кизилагаш, село | -           | 538                    | 505                    | 306                    | 218                    |